# 1969 au Maroc
Chronologie du Maroc
- 1965
- 1966
- 1967
- 1968
- 1969
- 1970
- 1971
- 1972
- 1973

Cet article présente les faits marquants de l'année 1969 au Maroc ou relatifs au Maroc.

## Événements
- Le séisme de 1969 au Maroc s'est produit le 28 février 1969 à 2 h 40 UTC, et a duré environ une minute. Il était de magnitude 7,8 Mw sur l’échelle de Richter[1] et d'intensité VII (« très forte ») sur l'échelle de Mercalli[1]. Il a atteint le Maroc, le sud du Portugal et l'Andalousie occidentale. En anglais, il est nommé : 1969 Portugal earthquake  (« tremblement de terre de 1969 au Portugal »), en espagnol : Terremoto de Cabo de San Vicente de 1969  (« tremblement de terre du cap Saint-Vincent en 1969 »), en portugais : Sismo de Portugal de 1969  (« séisme du Portugal de 1969 »). C'est le plus fort tremblement de terre à avoir frappé cette région depuis le puissant et terrible séisme du 1er novembre 1755 à Lisbonne[2].

## Sports
- La Coupe du Maghreb des vainqueurs de coupe 1969-1970 est la première édition de la Coupe du Maghreb des vainqueurs de coupe, qui se déroule en 1969, à Casablanca. La compétition est réservée aux vainqueurs de coupes nationales du Maroc, de Tunisie, et d'Algérie, tandis que la Libye n'envoie qu'un simple représentant puisque la Coupe de Libye n'existe pas encore. La compétition se joue sous forme de matchs à élimination directe, mettant aux prises quatre clubs, qui s'affrontent à Casablanca. C'est le club marocain de la Renaissance Sportive de Settat qui remporte la compétition en battant en finale le club algérien de l'USM Alger, sur le score de 1 but à 0[3].
- Les Championnats d'Afrique de lutte 1969 se déroulent en juillet 1969 à Casablanca, au Maroc. Seules des épreuves masculines gréco-romaines sont disputées.
- La Coupe du Maroc de football 1968-1969, également nommée Coupe du Trône est la treizième édition de la compétition.
- La Coupe du Maroc de football 1969-1970, également nommée Coupe du Trône est la quatorzième édition de la compétition.
- La Saison 1968-1969 des FAR de Rabat est la onzième de l'histoire du club. Cette saison débute alors que les militaires avaient remporté le championnat de la saison dernière. Le club est par ailleurs engagé en coupe du Trône. Finalement, les FAR de Rabat sont éliminés en seizièmes de finale de la coupe du Trône et remportent le championnat.
- La  Saison 1969-1970 des FAR de Rabat est la douzième de l'histoire du club. Cette saison débute alors que les militaires avaient terminé troisièmes lors du championnat de la saison dernière. Le club est par ailleurs engagé en coupe du Trône. Finalement, les FAR de Rabat sont éliminés en huitièmes de finale de la coupe du Trône et remportent le championnat.